# فرودگاه کپیتل آبراهام لینکن
فرودگاه کپیتل آبراهام لینکن (به انگلیسی: Abraham Lincoln Capital Airport) یک فرودگاه همگانی بهره‌برداری هوایی با کد یاتا SPI است که یک باند فرود بتن دارد و طول باند آن ۲۴۳۹ متر است. این فرودگاه در شهر اسپرینگ‌فیلد کشور ایالات متحده آمریکا قرار دارد و در ارتفاع ۱۸۲ متری از سطح دریا واقع شده‌است.

## شرکت‌های هواپیمایی و مقصدهای پروازی
| شرکت‌های هواپیمایی | مقصدهای پروازی                 |
| ----------------- | ------------------------------ |
| الیجنت ایر        | اورلندو سنفورد، شهرستان شارلوت |
| امریکن ایگل       | دالاس-فورت ورث                 |
| یونایتد اکسپرس    | اوهر شیکاگو                    |

الیجنت ایر is the only airline with mainline jets, مک‌دانل داگلاس ام‌دی-۸۰s and the Airbus A319. امریکن ایگل and یونایتد اکسپرس flights from Springfield are regional jets.
The airport was previously served by Ozark Airlines with مک‌دانل داگلاس دی‌سی-۹ and مک‌دانل داگلاس دی‌سی-۹ jetliners as well as Fairchild Hiller FH-227 turboprops to St. Louis (STL) and Chicago اوهر شیکاگو (ORD). Air Illinois flew بی‌ای‌سی یک-یازده jets (to St. Louis and Chicago) and also served the airport with هاوکر سیدلی اچ‌اس ۷۴۸، Handley Page Jetstream and de Havilland Canada DHC-6 Twin Otter turboprops. Among other routes, Air Illinois HS 748s flew nonstop to now closed Meigs Field on the lakefront of Lake Michigan next to downtown شیکاگو.